# Lauch

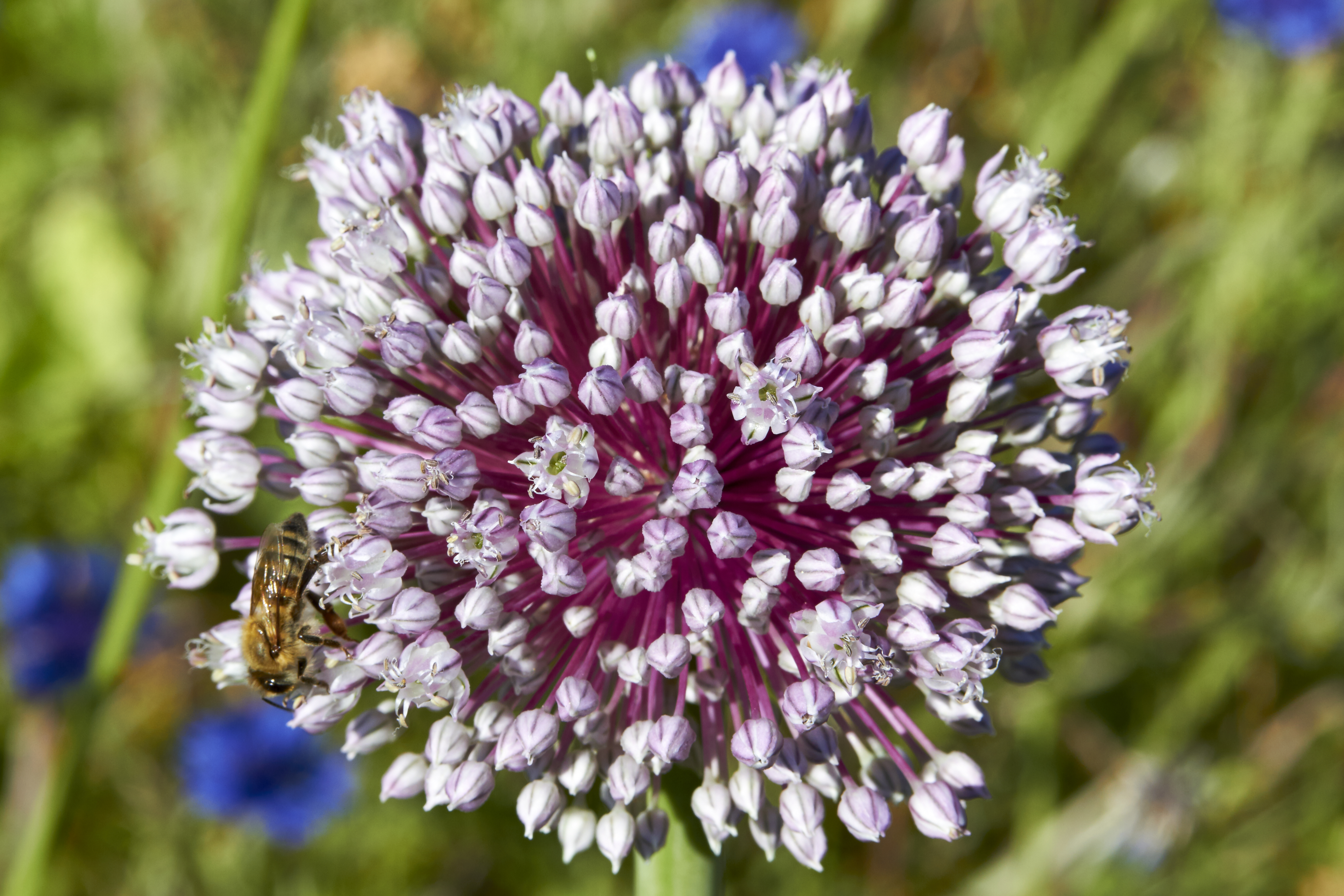
Lauchblüte

Redendes Wappen von Lauchheim

Lauch (Allium ampeloprasum Lauch-Gruppe, Synonym: Allium porrum), auch Porree (von gleichbedeutend lateinisch porrum), Breitlauch, Winterlauch, Welschzwiebel, Gemeiner Lauch, Spanischer Lauch, Fleischlauch genannt, ist eine Sortengruppe des aus dem Mittelmeerraum stammenden Ackerlauchs (Allium ampeloprasum). Dieses Gemüse zählt zur Gattung Allium in der Unterfamilie der Lauchgewächse (Allioideae). Lauch wird in der Küche vielfältig verwendet. Für viele Tiere ist er dagegen giftig (→ Zwiebelvergiftung).

## Beschreibung
Es ist eine zweijährige krautige Pflanze, die Wuchshöhen von 60 bis 80 cm erreicht. Im Gegensatz zur Wildform hat Lauch keine Zwiebel. Die linealischen bis lanzettlichen Laubblätter sind 1 bis 5 cm breit.
Der Blütenstand steht auf einem glatten Blütenstandschaft und hat eine vielblättrige, lang geschnäbelte Hülle, welche länger als der große, kugelige, vielblütige, doldige Blütenstand ist. Die zwittrigen Blüten sind radiärsymmetrisch. Die weißen bis hellpurpurnen Blütenhüllblätter sind 4,5 bis 5 mm lang und 2 bis 2,3 mm breit. Es werden eirunde Kapselfrüchte gebildet. Manchmal werden im Blütenstand Brutknollen gebildet.

## Nutzung

### Anbau und Ernte
Lauch wird hauptsächlich im Mittelmeerraum und in Europa angebaut, wobei in Deutschland der Schwerpunkt in Nordrhein-Westfalen liegt.
Der Anbau von Sorten für die Ernte im Herbst oder Winter erfolgt durch Aussaat in ein Freiland-Saatbeet von März bis April und in der Regel Verpflanzung auf den endgültigen Standort zwischen Ende Mai/Anfang Juni bis Ende Juli. Zwecks Ernte von Lauch bereits im Zeitraum zwischen Juni und August/September erfolgt die Aussaat in einem kalten Gewächshaus von Anfang Januar bis Anfang März an; die so gewonnenen Jungpflanzen werden zwischen Ende März und Ende Mai ins Freiland ausgepflanzt. Bei der Verpflanzung setzt man abhängig von der angestrebten Bestandsdichte die Lauchpflänzchen in Reihenabständen von 30 bis 50 cm und Pflanzenabständen zwischen 10 und 15 cm. Die Bestandsdichte je Hektar variiert zwischen 200.000 Pflanzen bei Frühsorten und 100.000 Pflanzen bei Wintersorten. Der Ertrag liegt bei Wintersorten um 25 t pro Hektar. Aufgrund der hohen Frosthärte der meisten Lauchsorten für den Winteranbau können diese oft über den Winter auf dem Feld verbleiben.
Im Jahr 2022 wurden weltweit 2.109.066 Tonnen Lauch und Schnittlauch geerntet. Die Ernte in Deutschland betrug 87.150 Tonnen.

### Krankheiten und Schädlinge
Als wichtigste und vor allem Qualität mindernde Schädlinge sind Zwiebelthripse (Thrips tabaci), die durch Saugtätigkeit die Blätter silbergrau werden lassen, und die Lauchmotte (Acrolepiopsis assectella), welche Löcher in Blatt und Lauchstange frisst, zu nennen. Seltenere Schädlinge sind Zwiebelminierfliege und Zwiebelfliege. Bei den Pilzkrankheiten sind es Porree-Rost (Puccinia allii), der durch rostige „Pusteln“, Papierfleckenkrankheit (Phytophthora porri) durch papierartige Verfärbung der Blätter und Wachstumsverlust und Purpurfleckenkrankheit (Alternaria porri) durch seine Blattflecken die Qualität mindern oder Lauch unverkäuflich machen. Der Rost-Pilz überwintert an befallenen Pflanzenresten oder an Porreestangen, die über Winter im Beet stehen bleiben, bzw. an in der Nähe wachsenden Pflanzen wie Schnittlauch. Befallene Pflanzenreste sollten nicht auf den Kompost. Seltener tritt auch der Pilz Samtfleckenkrankheit (Cladosporium allii), die Viruserkrankung Gelbstreifigkeit (leek yellow stripe virus = LYSV, shallot latent virus = SLV, oder garlic latent virus = GLV) an Lauch auf, die durch mehrere Viren verursacht werden kann. Wichtig ist eine weit gestellte Fruchtfolge, die den Aufbau einer erhöhten Schadpopulation in einem Feld oder in einer Region verhindert. Dem kann im Hausgarten mit Mischkulturen etwas entgegengewirkt werden. Dabei spielen Nachbarpflanzen eine gewisse Rolle. Ein wichtiger Faktor hierfür ist die Allelopathie. Günstige Nachbarn wie Endivie, Gartenerdbeere, Kamille, Kohl, Kohlrabi, Kopfsalat, Möhre, Schwarzwurzel, Sellerie und Tomate mindern, schlechte Nachbarpflanzen wie Bohne, Erbsen oder Rote Bete können Wachstum und Krankheitsdruck fördern.

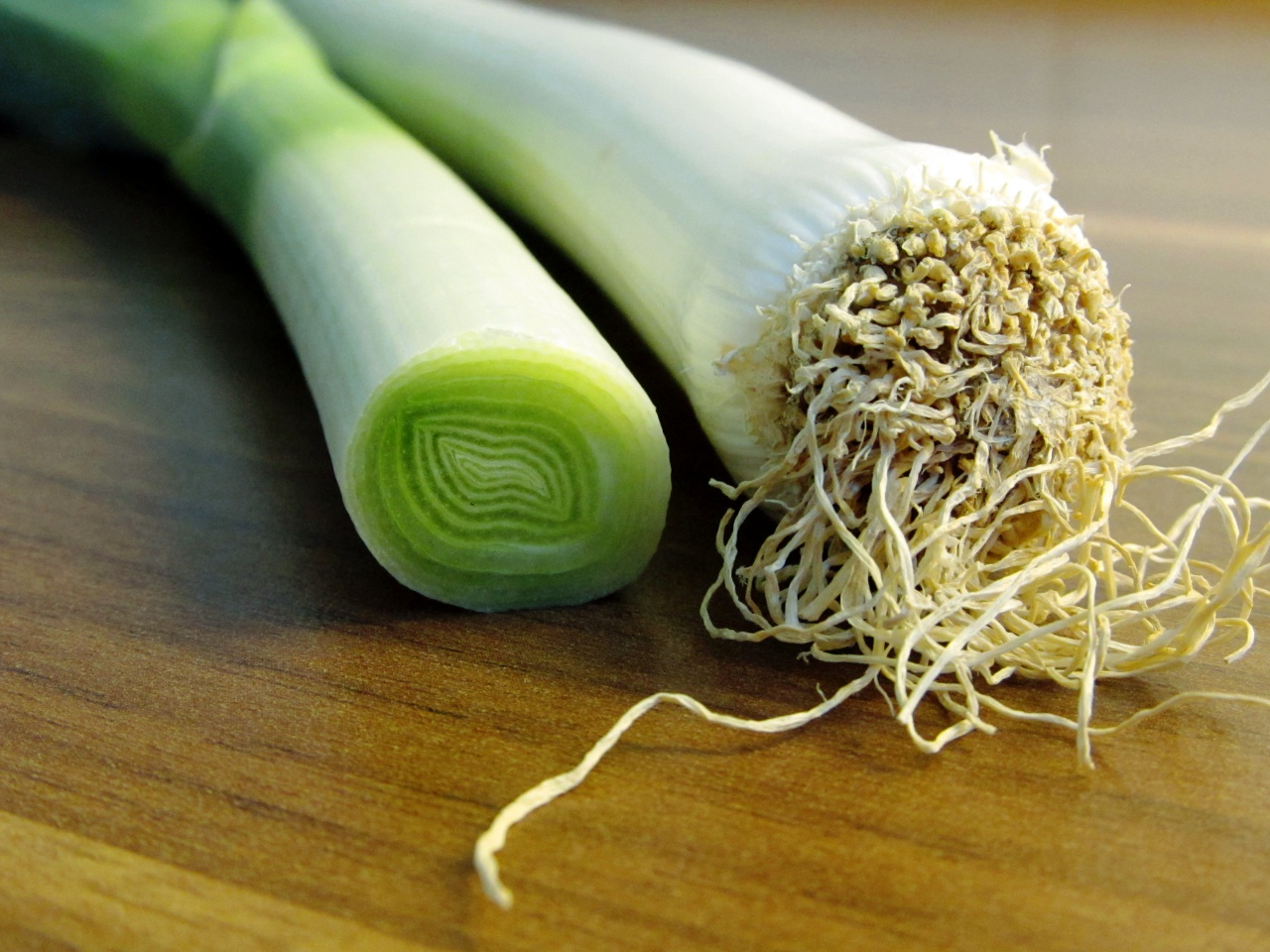
Querschnitt und Wurzelansatz

### Verwendung in der Küche

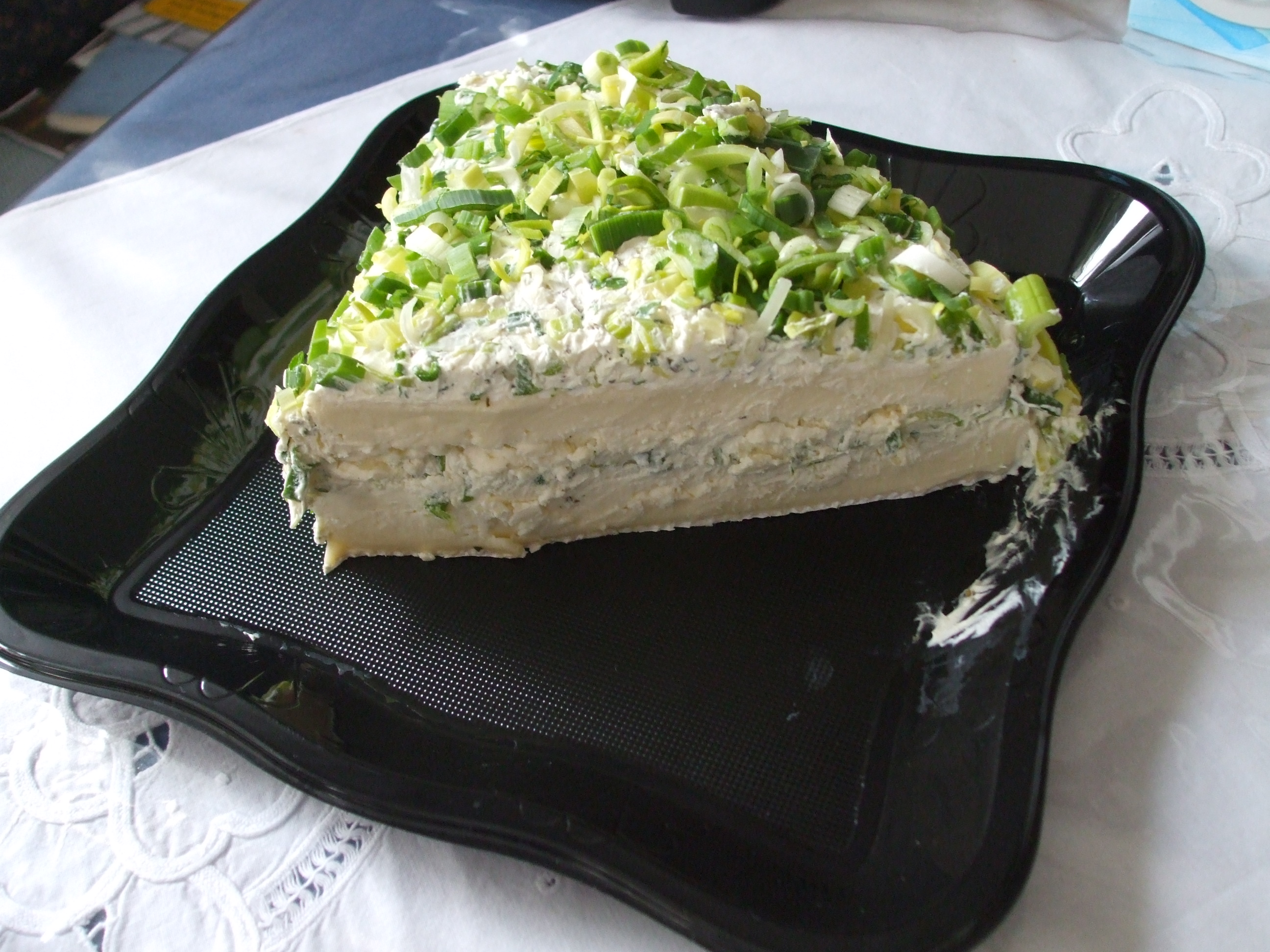
Lauchtorte (mit Camembert)

Lauch wird sowohl als Gemüse (meist Winterlauch) als auch als Küchengewürz (meist Sommerlauch) genutzt; man kann ihn als Gemüse oder Salat kalt oder warm essen. Zusammen mit Karotten und Sellerie wird Lauch als Gewürz in Suppen als sogenanntes Suppengrün verwendet. Weitere Verwendung findet er auch in der nordhessischen Spezialität Speckkuchen oder als Lauchtorte in kalter und heißer Ausführung. 
Lauch führt bei der Verdauung – ähnlich wie Zwiebeln – zu Blähungen.

### Inhaltsstoffe

Chemische Strukturformel von Isoalliin

Lauch enthält unter anderem Vitamin C, Vitamin K und Folsäure sowie die Mineralstoffe Kalium, Calcium, Magnesium und die Spurenelemente Eisen und Mangan. Die Schwefelverbindung Propanthial-S-oxid, die aus Isoalliin und dem katalysierenden Enzym Alliinase entsteht, verursacht den intensiven Geruch und Geschmack von Lauch. Das Sulfoxid Cycloalliin kommt ebenfalls in diversen Laucharten vor.

## Kulturelle Bedeutung

### Sprache
Bis in die 1970er Jahre wurde im deutschsprachigen Raum für Lauch (von mittelhochdeutsch louch) häufig die Bezeichnung „Porree“ benutzt, nur in der deutschsprachigen Schweiz, in Baden-Württemberg, Saarland, Rheinland-Pfalz, im südlichen Hessen und gestreut in Österreich und dem westlichen Bayern war die Bezeichnung „Lauch“ noch gebräuchlicher.
Weitere zum Teil auch nur regional gebräuchliche oder historische Bezeichnungen für den Lauch sind oder waren: Aeschlauch, Bieslook (niederdeutsch), Biramsam (mittelhochdeutsch), Bolle (Brandenburg), Borren (Brandenburg), Burrä (Oldenburg), Burchon (Oberhessen), Burri (Mecklenburg, Jever), Burren (Altmark), Burro (Pommern), Fristlich (Erzgebirge), Gemeinloch (mittelhochdeutsch), Kil (mittelniederdeutsch), Läuchel (mittelhochdeutsch), Lauchekyl, Loek (mittelniederdeutsch), Lók (mittelniederdeutsch), Look (Oldenburg, Ostfriesland), Pfarr, Pforisamo (mittelhochdeutsch), Pharren (mittelhochdeutsch), Phorro (mittelhochdeutsch), Phorsame, Poré (Siebenbürgen), Pork (mittelhochdeutsch), Porlok (mittelhochdeutsch), Porsam, Prei (Oldenburg, Ostfriesland), Prieslauch, Priselocher, Prö (Lübeck) und Slauch.

### Kulturelle Rezeption
LaukaR, Lauch findet sich als Runeninschrift auf zahlreichen Brakteaten der Völkerwanderungszeit, (z. B. Brakteat IK 166, Skrydstrup-B) in Skandinavien. Lauch wird hier als Heilpflanze interpretiert. Eine Verbindung zu Odin wurde behauptet, aber auch bezweifelt.
Auf den britischen Inseln soll Lauch vom Britenkönig Cadwallader um 640 als Erkennungszeichen für seine Truppen verwendet worden sein. Porree ist eines der Nationalsymbole von Wales und entspricht damit der englischen Rose und der schottischen Distel.
Ein Band mit Erzählungen Arno Schmidts von 1959 trägt den Titel Rosen und Porree.

## Geschichte
Der Lauch ist eine Kulturform des Ackerlauchs (Allium ampeloprasum), welcher wild im Mittelmeerraum vorkommt und in verschiedenen Formen kultiviert wird. Lauch war schon um 2100 v. Chr. bekannt. Der sumerische Herrscher Urnammu ließ ihn in den Gärten der Stadt Ur anbauen. Auch im alten Ägypten war Lauch in Verwendung. Nach Herodot soll er den Arbeitern, die die Pyramiden erbauten, als Nahrung gedient haben. Danach war Lauch in der Antike im gesamten Mittelmeergebiet geschätzt. Wahrscheinlich ist der Lauch (lateinisch porrum) im Mittelalter aus Italien nach Mitteleuropa gekommen.

### Historische Abbildungen

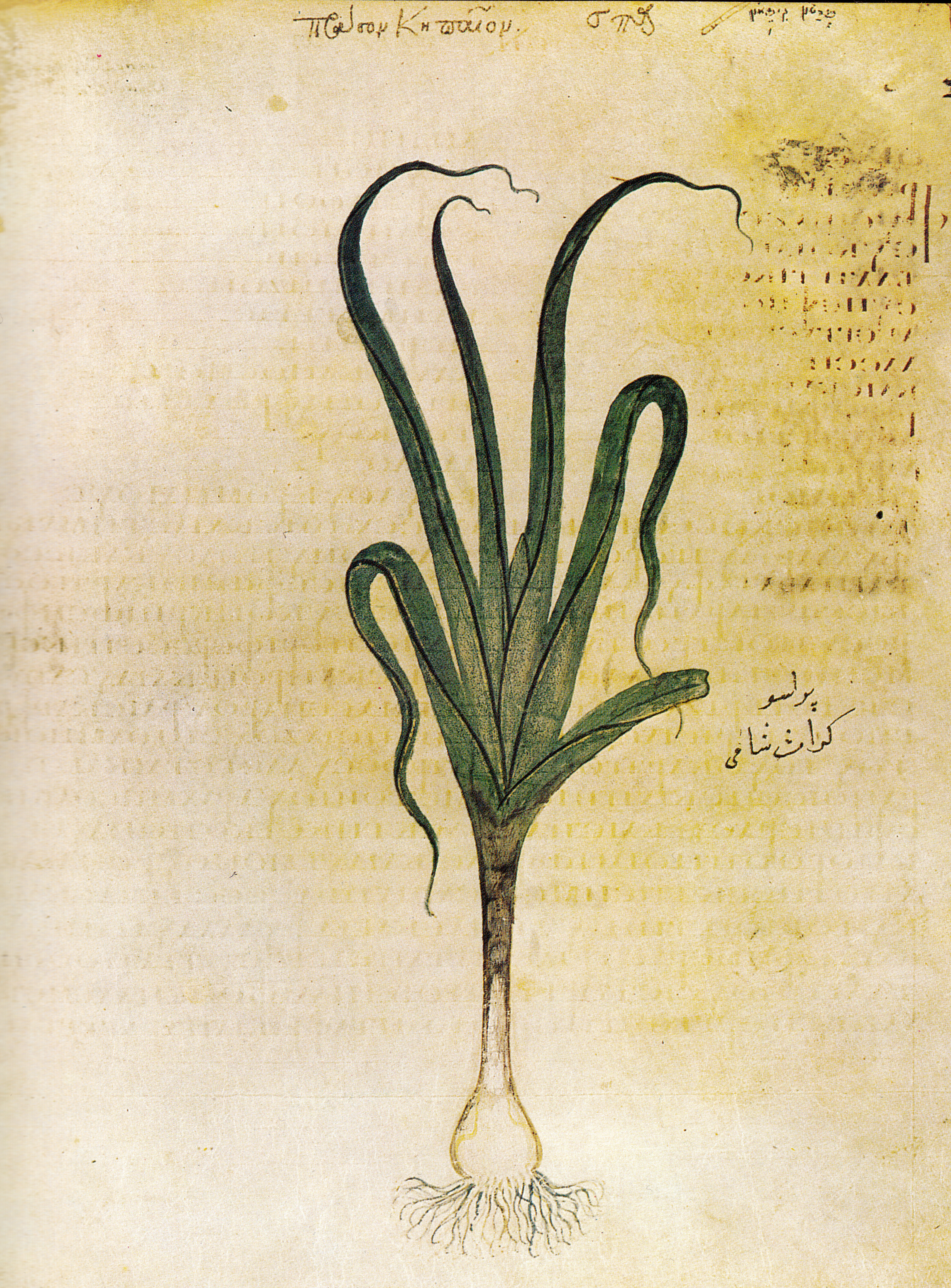
Wiener Dioskurides 6. Jahrhundert. Prason cepaion
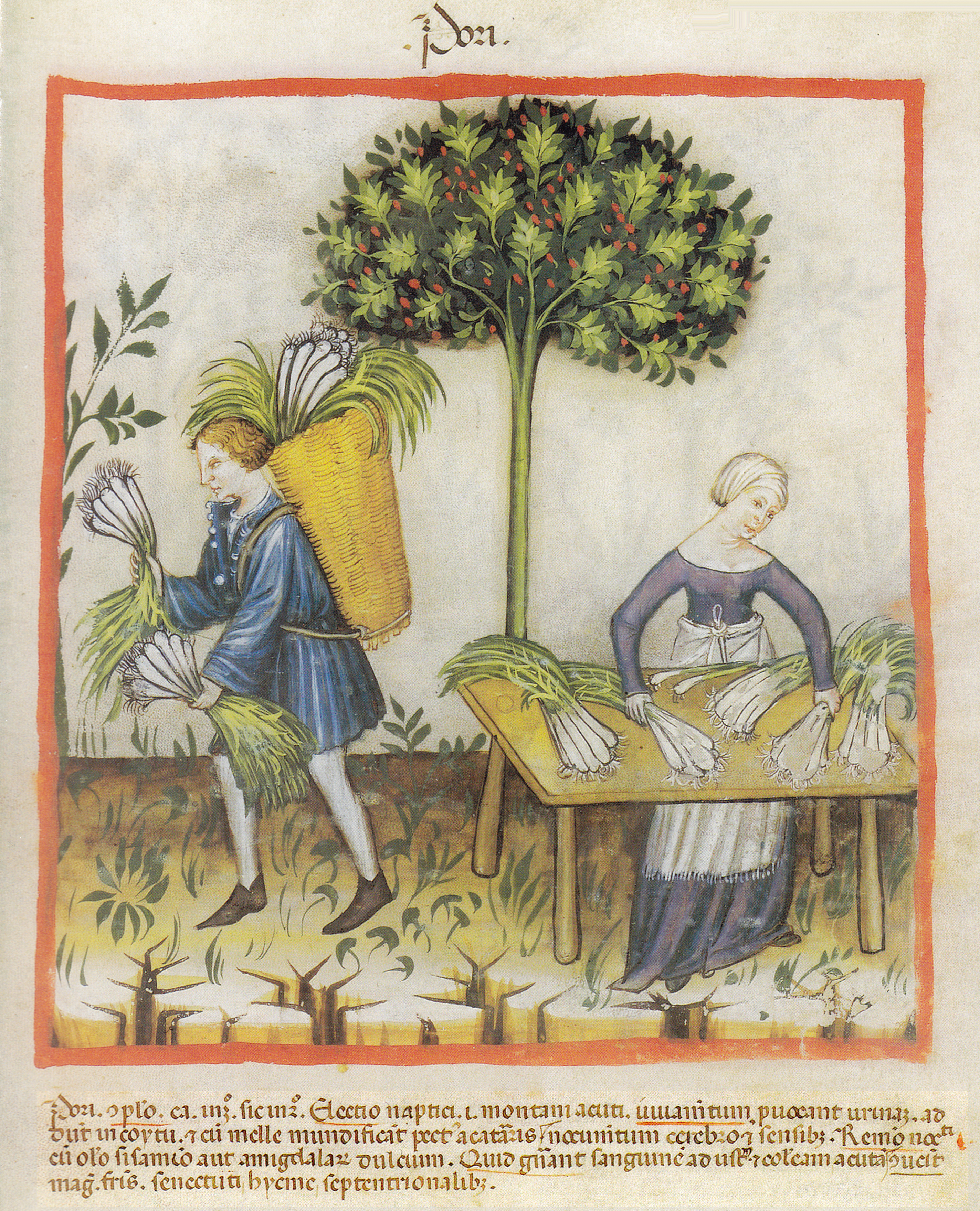
Tacuinum sanitatis Manuskript des 14. Jh.
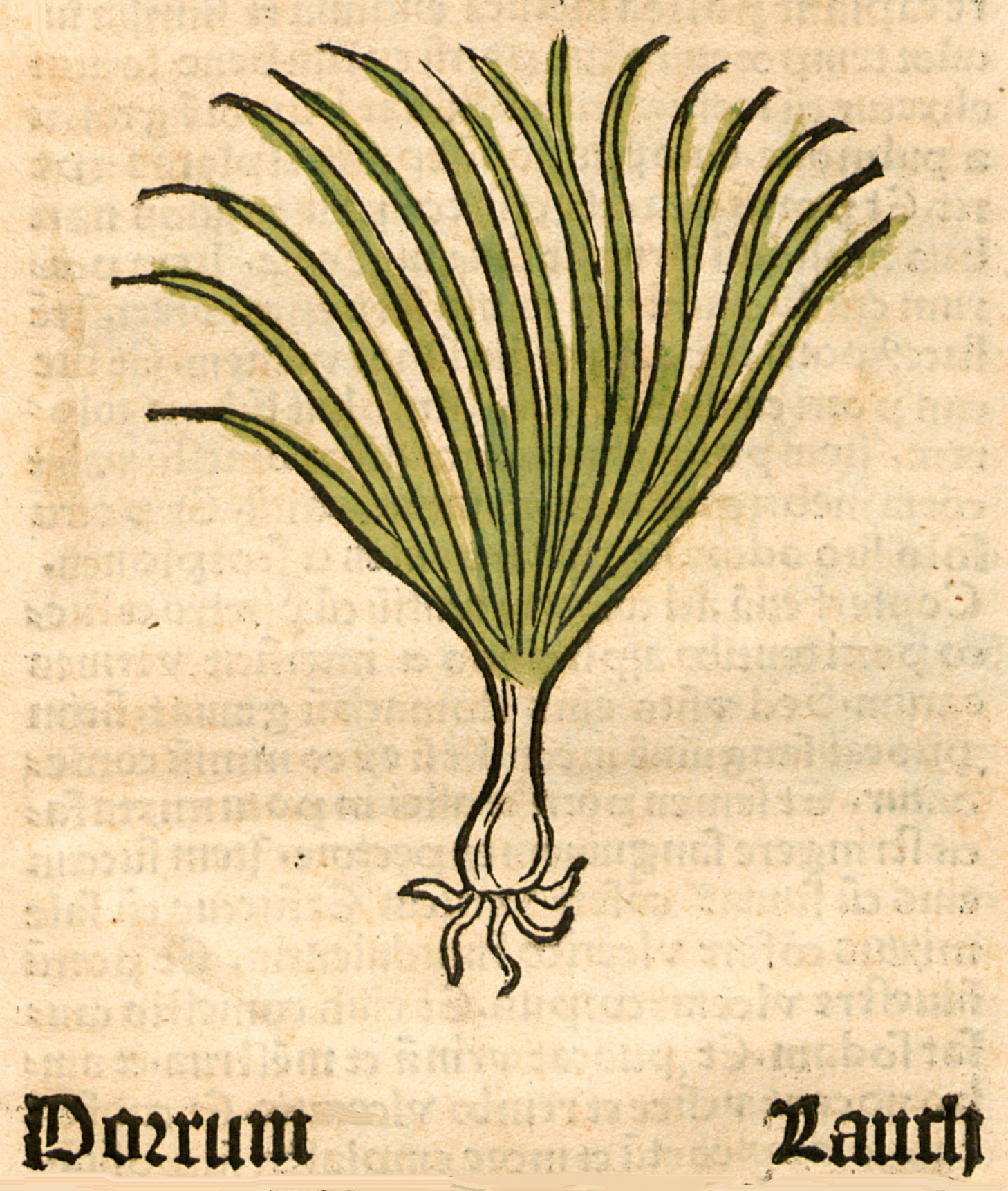
Herbarius Moguntinus 1484
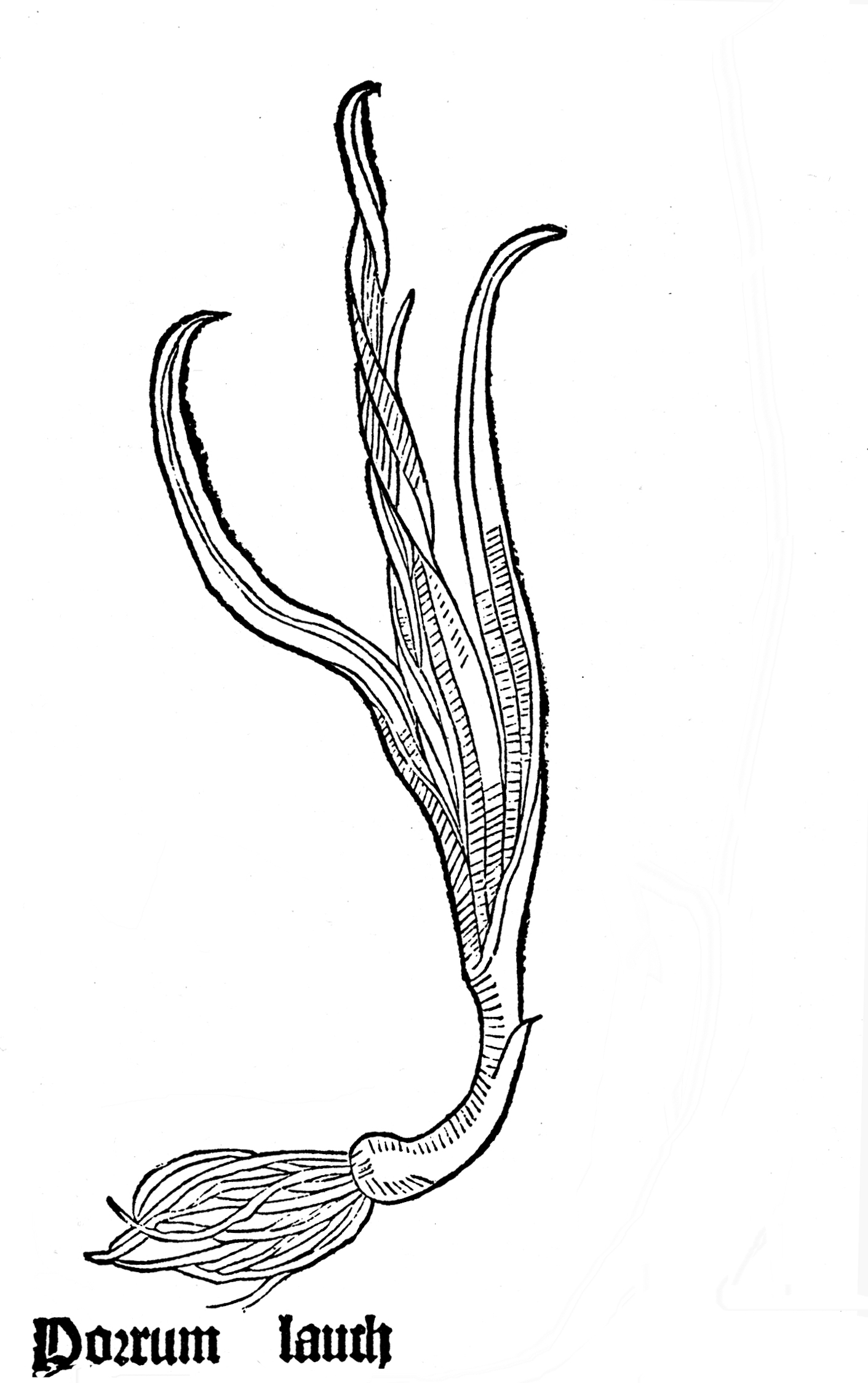
Gart der Gesundheit 1485
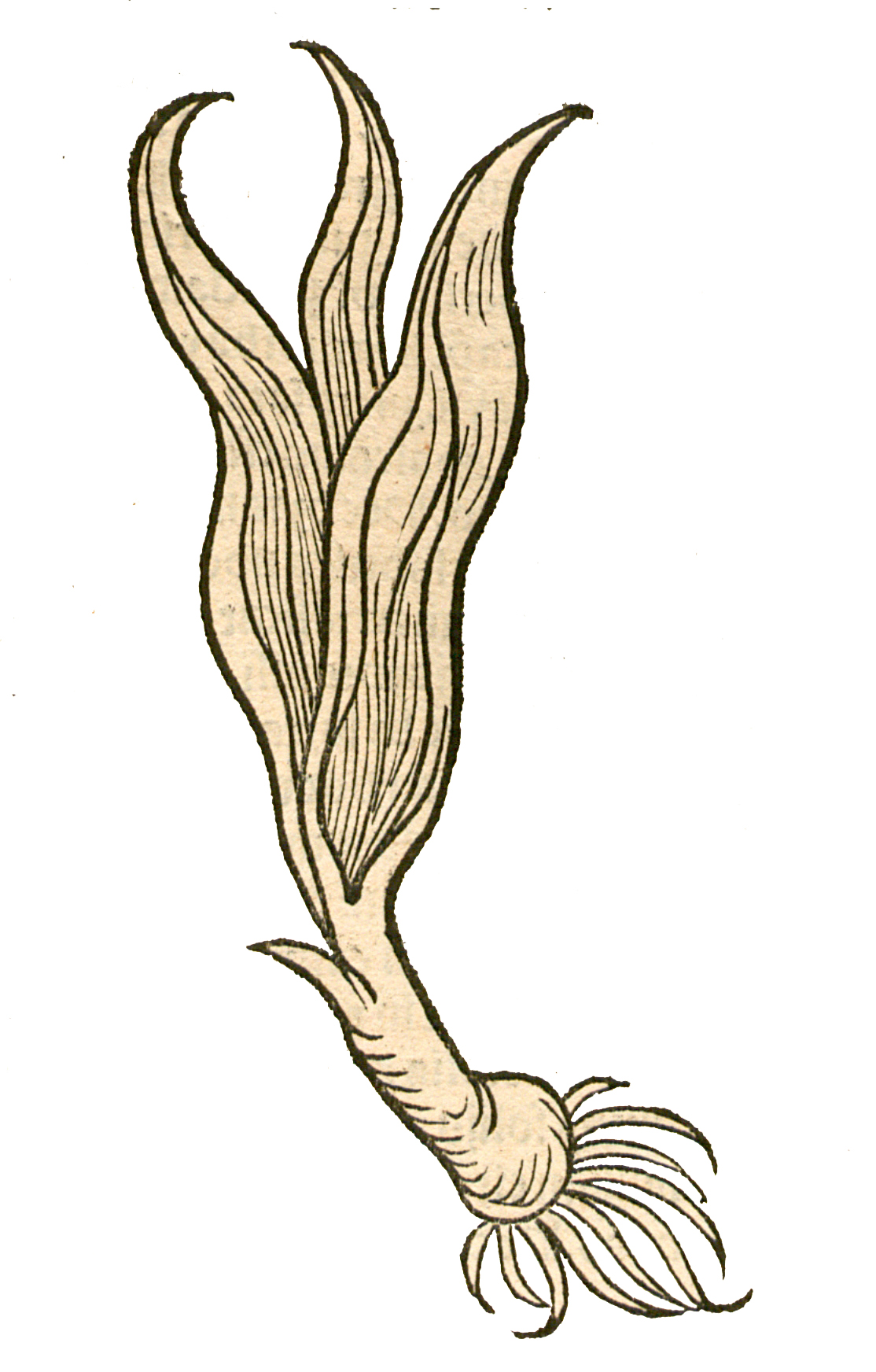
Hortus sanitatis 1491
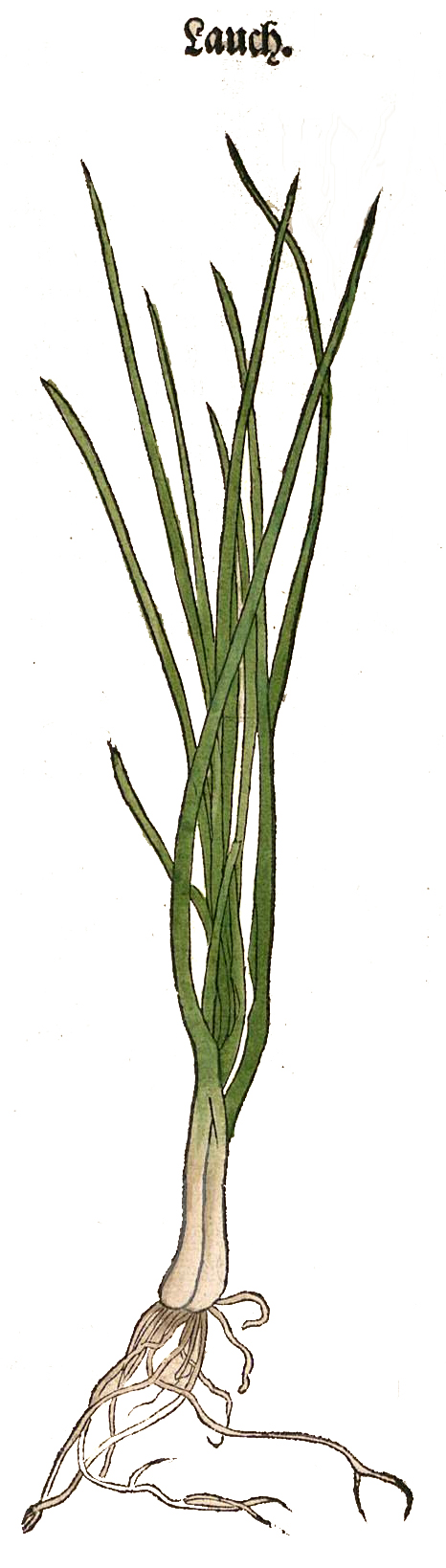
Otto Brunfels 1537
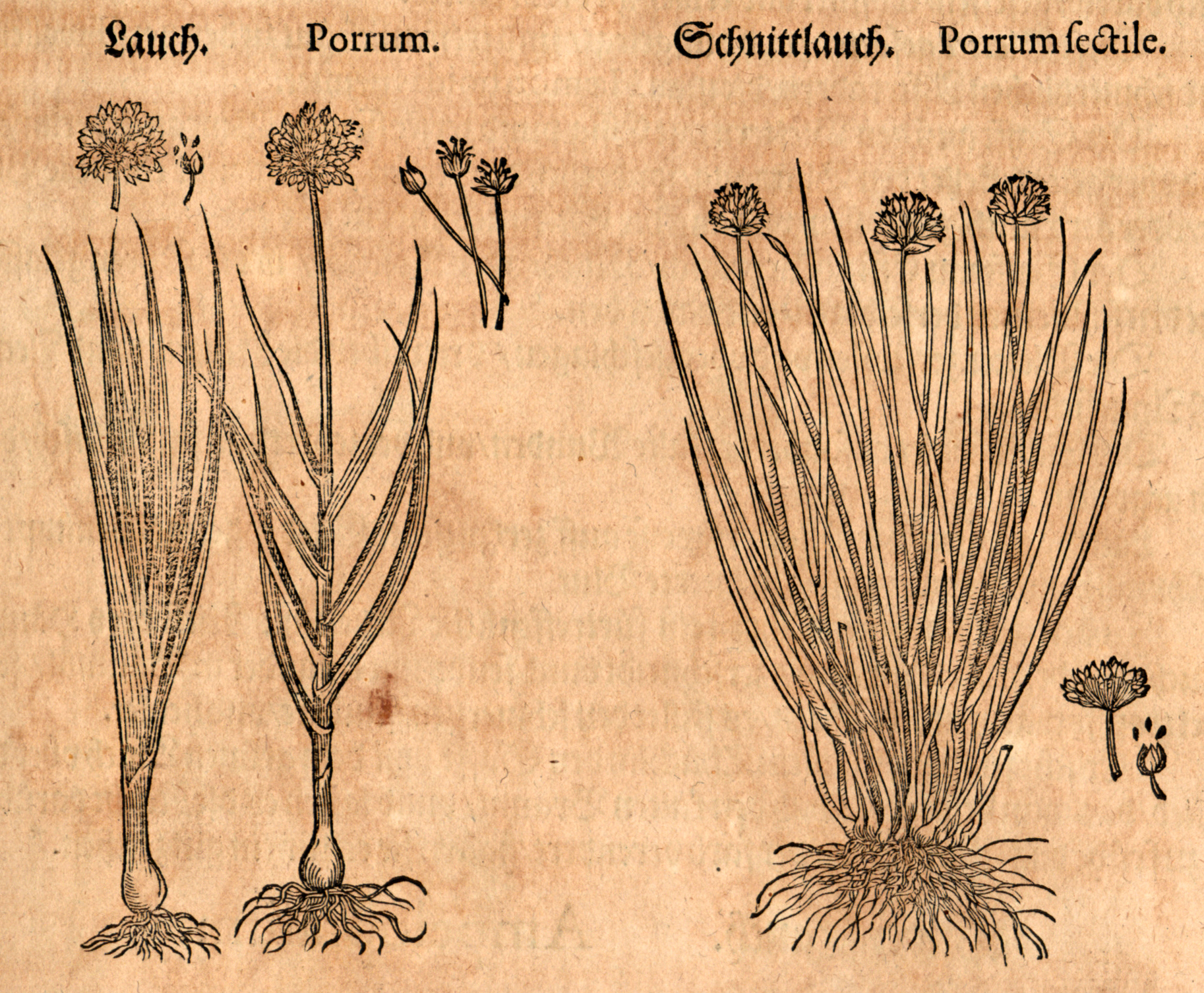
Mattioli / Handsch / Camerarius 1586
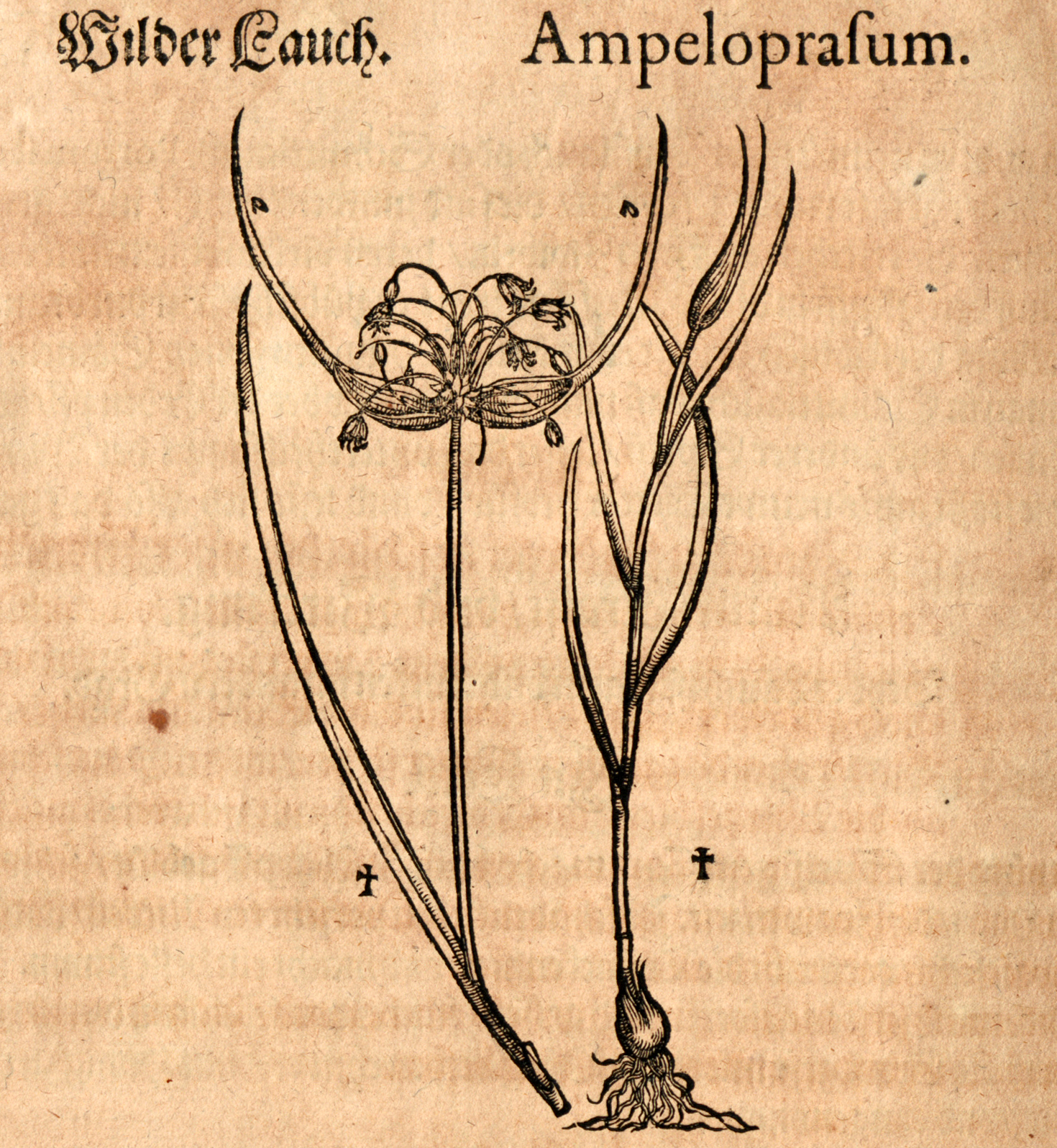
Mattioli / Handsch / Camerarius 1586